# Monobiantes
Monobiantes is een geslacht van hooiwagens uit de familie Biantidae.
De wetenschappelijke naam Monobiantes is voor het eerst geldig gepubliceerd door Lawrence in 1962. 

## Soorten
Monobiantes is monotypisch en omvat slechts de volgende soort:
- Monobiantes benoiti